# Kamagasaki
Kamagasaki (釜ヶ崎) is een oude naam voor een deel van de wijk Nishinari-ku in Osaka, Japan. Airin-chiku (あいりん地区) werd de officiële naam van de buurt in mei 1966.

## Geografie
Delen van vier verschillende stadsgedeeltes — Nishinari-ku Taishi (西成区太子), Haginochaya (萩之茶屋), Sannō (山王), Noord Hanazono (花園北) en Tengachaya (天下茶屋) — staan samen bekend als Kamagasaki.

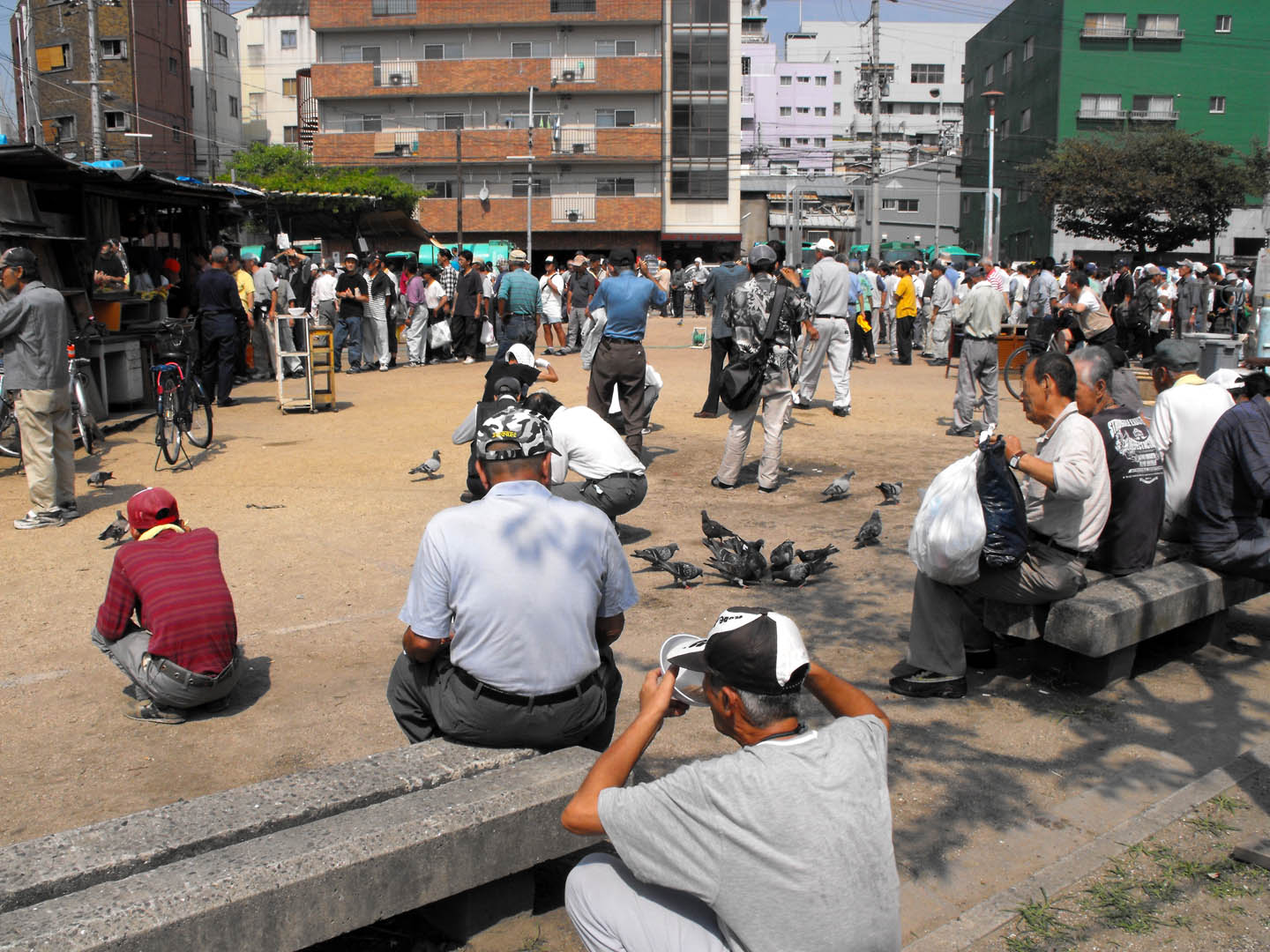
Het Driehoekpark
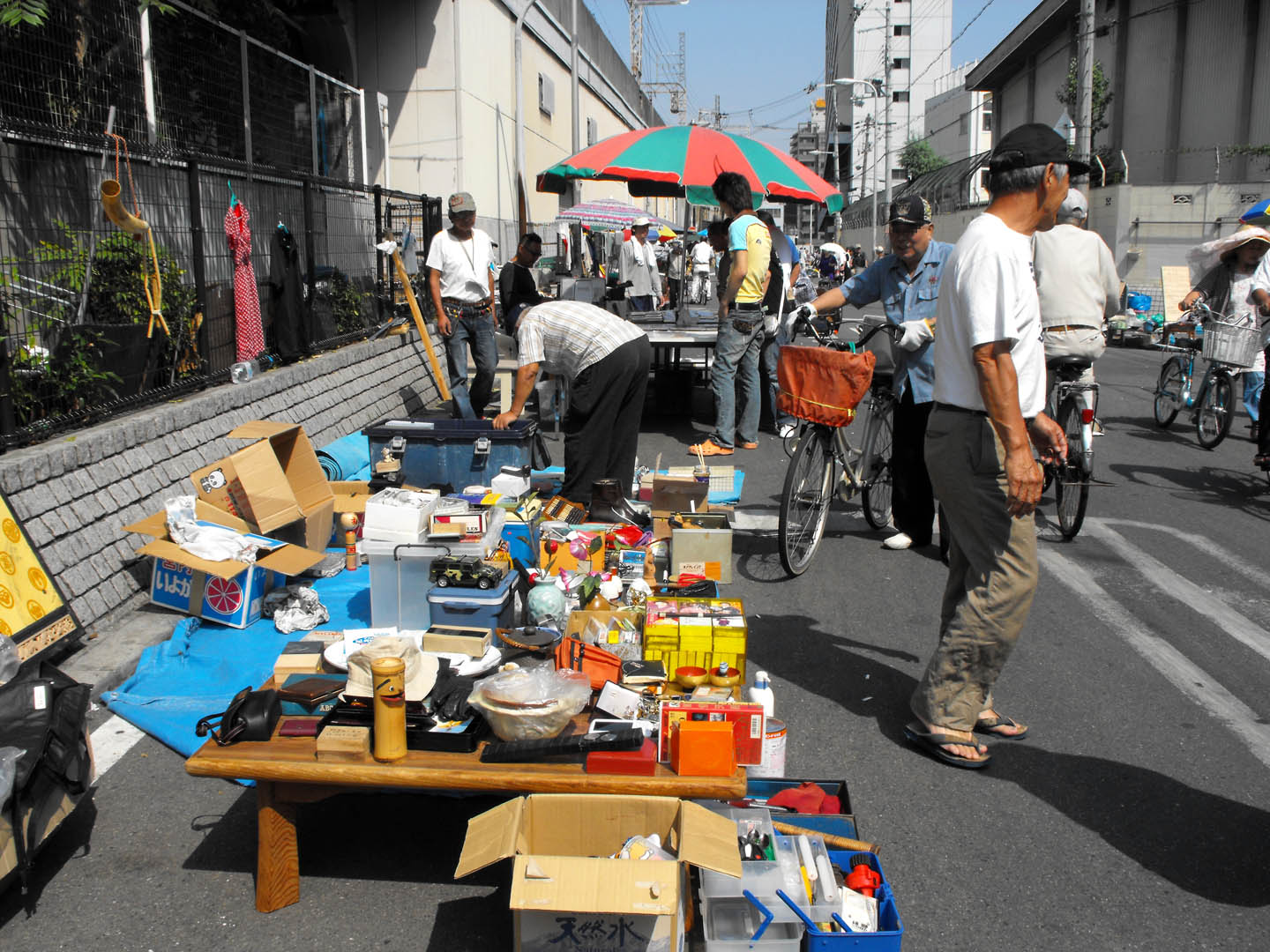
Straatverkoper
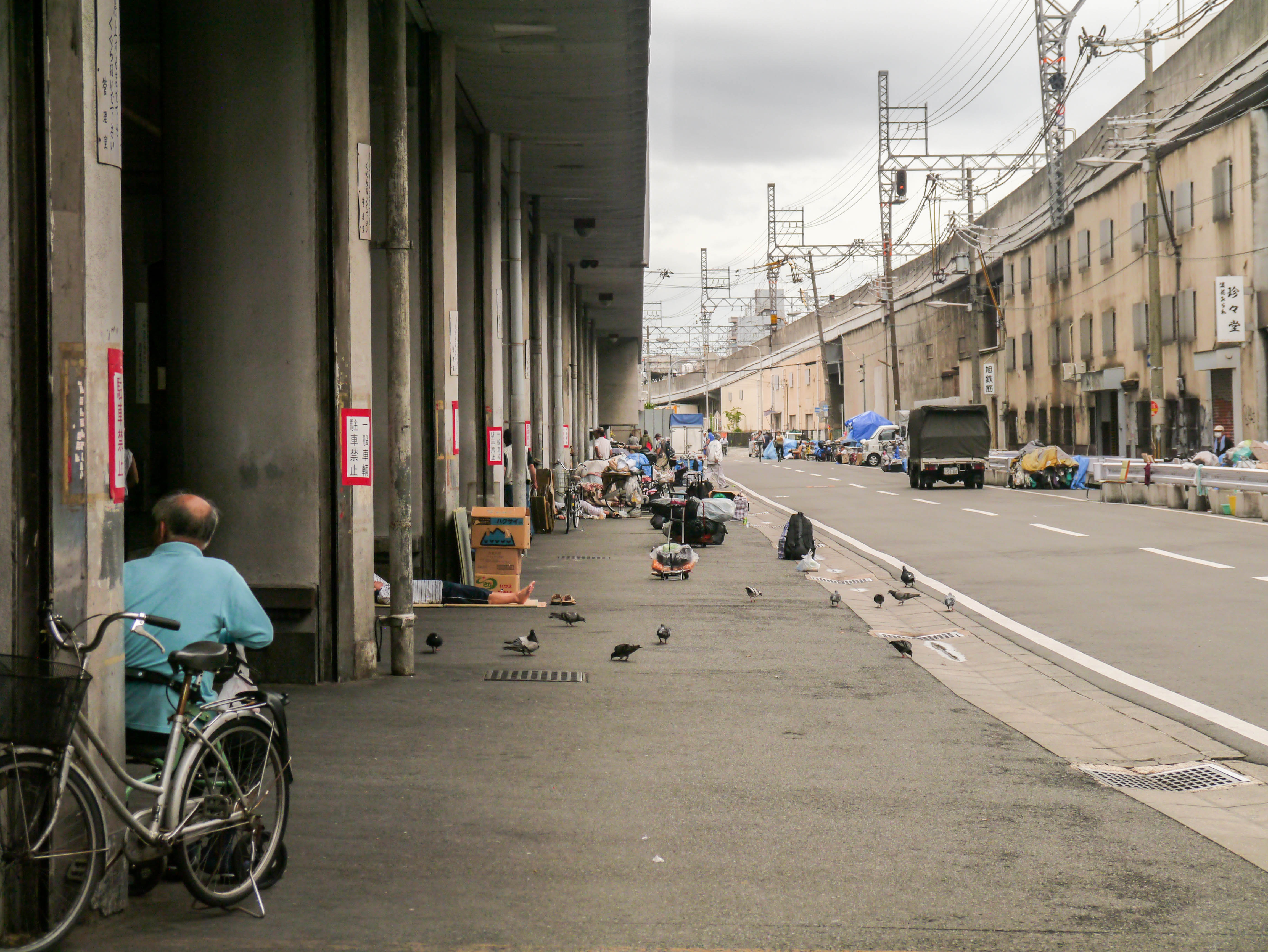
Straatbeeld van Kamagasaki

## Geschiedenis
Kamagasaki is sinds 1922 een plaatsnaam. Een accurate telling van van het aantal inwoners is nooit gedaan, zelfs als onderdeel van een nationale volkstelling, vanwege het grote aantal contractwerkers die geen vaste woonplaats hebben. Het dagelijks leven in Shinsekai werd door Seiryū Inoue gefotografeerd in de jaren vijftig van de twintigste eeuw. Inoue kreeg in 1961 de Newcomer’s Prize uitgereikt door de Japan Photography Critics’ Society voor zijn werk “One Hundred Faces of Kamagasaki”. Kamagasaki heeft de grootste concentratie van contractwerkers in Japan. Er wordt geschat dat er in elke straal van tweeduizend meter ongeveer dertigduizend mensen wonen, vaak in armoedige leefomstandigheden.
De buurt rondom Kamagasaki is echter schoon en wordt beschouwd als welvarend. Er zijn veel toeristische trekpleisters te vinden, zoals de Tsūtenkaku, Shinsekai en Nipponbashi. Het is echter gebruikelijk om in Kamagasaki daklozen op straat te zien slapen. Doya doya (ドヤ) hotels – goedkope tijdelijke kamers bedoeld voor contractwerkers – zijn er in veelvoud te vinden. Deze hotels zijn in de laatste jaren populair geworden onder buitenlandse backpackers vanwege de goedkope prijzen en de locatie. Deze doya hotels zijn namelijk vaak te vinden in de buurt van treinstations.
Non-profit en religieuze organisaties delen frequent voedselrantsoenen uit aan de inwoners van Kamagasaki, resulterend in lange rijen van mensen in openbare parken. De waarde van onroerend goed  is beduidend lager in vergelijking met de omliggende gebieden.
Veel kantoren van de Yakuza liggen in Kamagasaki en wapen- en drugshandel vindt er dagelijks plaats. Illegale gokkantoren worden overdags geopereerd. Een ogenschijnlijk onophoudelijke rij van illegaal geparkeerde auto’s breidt zich steeds verder uit langs de nationale snelweg, vlak bij het Nishinari politiestation. De politie schrijft hier geen boetes voor uit, wetende dat de rekeningen nooit betaald zullen worden.
De stedelijke autoriteiten van Osaka staan het niet toe om de plaatsnaam “Kamagasaki” op kaarten af te drukken en raden het af aan de media om de naam te gebruiken. Een filmset in Kamagasaki voor Shingo Ota’s film “Fragile” werd deels gefinancierd door de stad. De film werd echter geweerd van het 2013-2014 Osaka Asian Film Festival nadat Ota weigerde om scènes uit de film te snijden die duidelijk de locatie van de gemeenschap te Kamagasaki identificeerden en refereerden aan bepaalde aspecten van de cultuur aldaar.

## Rellen en mensenrechtendemonstraties
Er hebben een aantal conflicten met de politie plaatsgevonden in Kamagasaki sinds 1961 vanwege vermeende mensenrechtenschendingen van de autoriteiten. De woorden die de media gebruiken wanneer er aan deze gebeurtenissen wordt gerefereerd kunnen vertaald worden als “rellen”.
De eerste rellen vond plaats op 1 augustus 1961, toen een contractwerker op leeftijd uit Kamagasaki omkwam bij een verkeersongeluk. De beambte die ter plaatse arriveerde nam aan dat de man al gestorven was – alleen dokters zijn toegestaan om iemand dood te verklaren – en liet het lichaam langer dan twintig minuten achter op de plaats delict zonder een ambulance te bellen terwijl hij met de ooggetuigen sprak. Een grote groep van contractwerkers omsingelde het Nishinaripolitiebureau als protest tegen de behandeling van oude man, kiepten geparkeerde politieauto’s omver en staken nabijgelegen appartementsgebouwen in brand. De prefectuurspolitie van Osaka reageerde door zesduizend agenten met wapenstok en politieauto’s om de opstandelingen te omsingelen. Het duurde twee dagen om de tweeduizend rellen te beëindigen. Achtentwintig mensen werden gearresteerd. Ongeveer tien relschoppers en honderd politieagenten raakten gewond.
De rel werd een nationale kwestie en werd door de prefecturale en  nationale legislatuur opgepakt. Verscheidene pogingen werden gedaan om de relaties tussen de groepen te verbeteren, maar relletjes bleven plaatsvinden. In mei 1966 werd besloten om de officiële naam Kamagasaki te veranderen in Airin-chiku (あいりん地区) in een poging om het door criminaliteit doordrenkte imago van de buurt te verbeteren. De naam Kamagasaki wordt tegenwoordig nog geregeld gebruikt onder de inwoners, terwijl Airin-chiku vooral gebruikt wordt door de media en ambtenaren.
De tweeëntwintigste keer dat er rellen plaats vonden was in oktober 1990, zeventien jaar na de vorige rellen in 1973. Ook bij deze rellen waren contractwerkers betrokken. Echter, ditmaal namen ook jongeren van buiten Kamagasaki deel aan de rellen. Shin-Imamiya station en buurtwinkels werden in brand gestoken tijdens deze rellen en het duurde een aantal dagen voordat de kalmte in de buurt wederkeerde.
De drieëntwintigste keer vonden er rellen plaats in oktober 1992 en daarna vonden er meer dan tien jaar lang geen grote rellen meer plaats in Kamagasaki. Het waren bovendien de laatste grote relle  in Japan voor de vierendertigste G8-top plaatsvond.
De vierentwintigste keer dat er rellen gericht tegen de politie begonnen was op 13 juni in 2008 en duurde zes dagen. De rellen vond zijn aanleiding in de vierendertigste G8-top. Een dag voor de G8 ontmoeting tussen de ministers van financiële zaken in Osaka plaats zou vinden, zou er een contractwerker in Kamagasaki gemarteld zijn door de politie. Als protest voerden vele contractwerkers en andere buurtbewoners dagenlange demonstraties op straat uit.

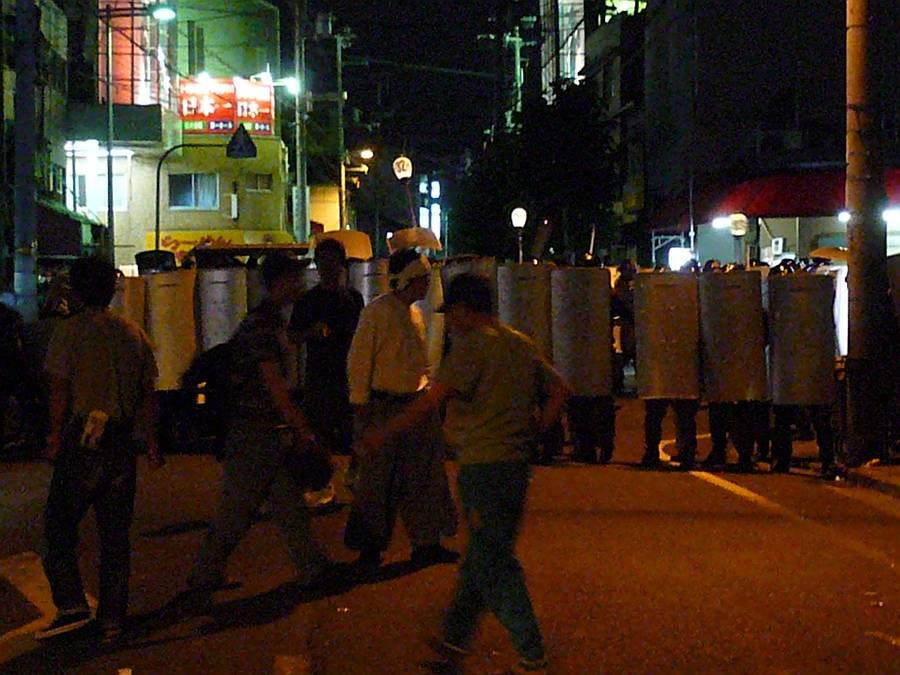
De vierentwintigste rel in Kamagasaki
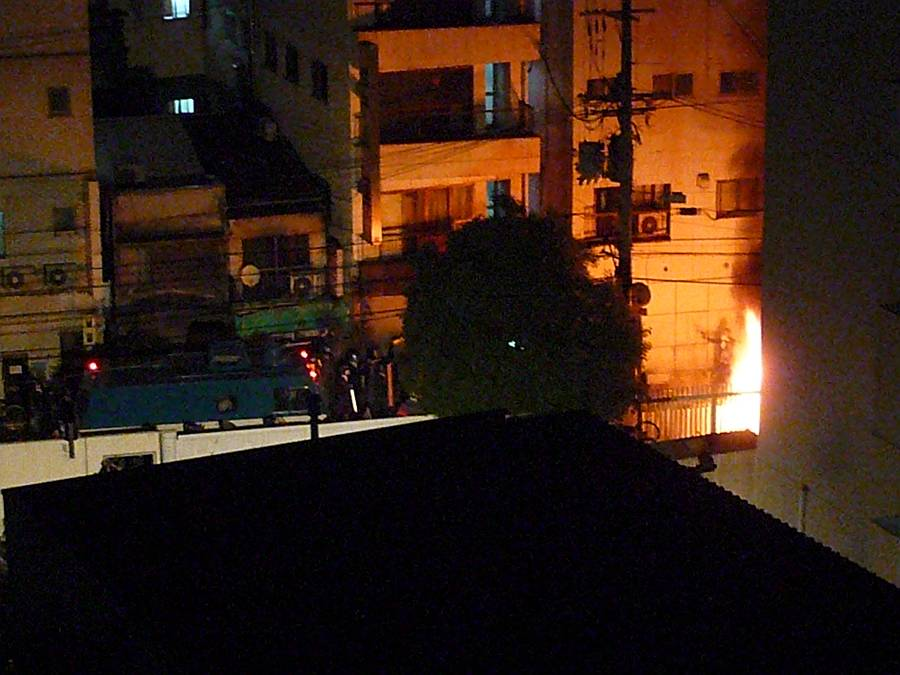
De vierentwintigste rel in Kamagasaki

## Evenementen
- Kamagasaki May Day (1 mei)
- Kamagasaki Zomer Festival (13 – 15 augustus)
- Twilight Concert
- Energy Festival
- Evening Variety Show
- Come Here Festival

Herdenkingsdeinst tijdens het achtendertigste Kamagasaki Zomer Festival
De achtentwintigste Twilight Concert

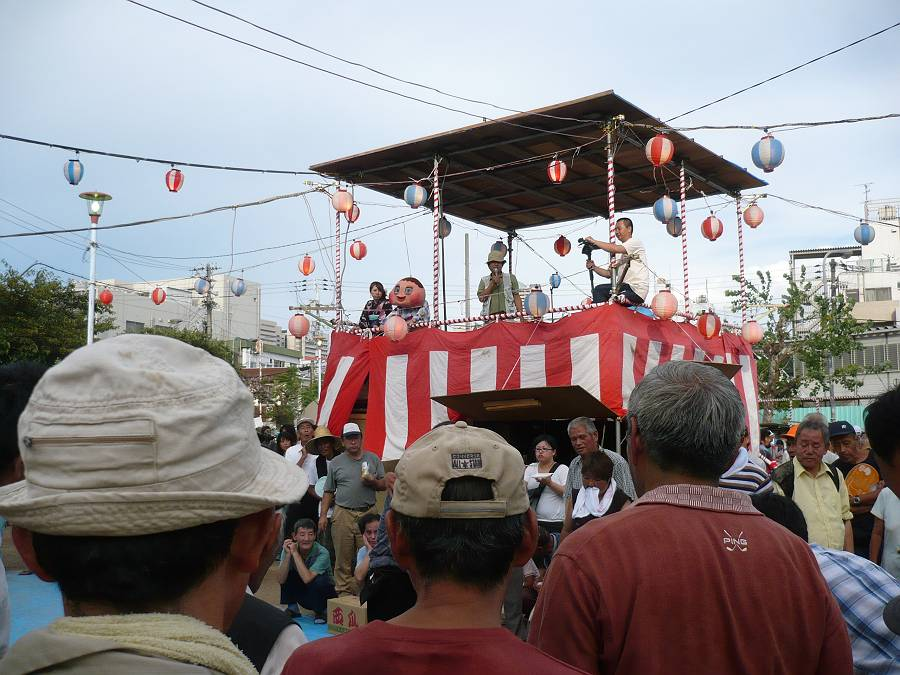
Kamagasaki Zomer Festival
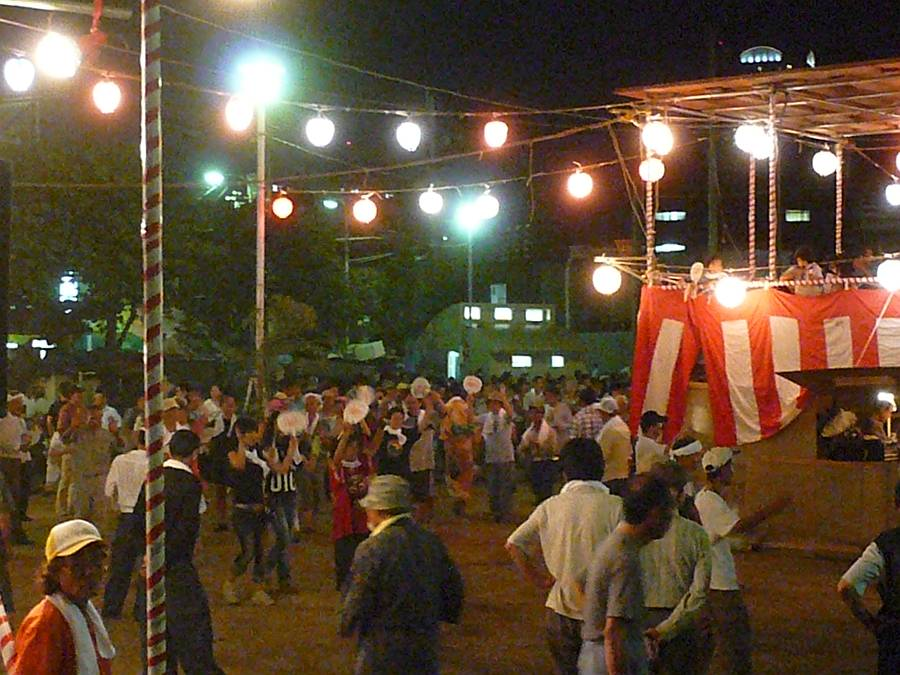
Kamagasaki Zomer Festival
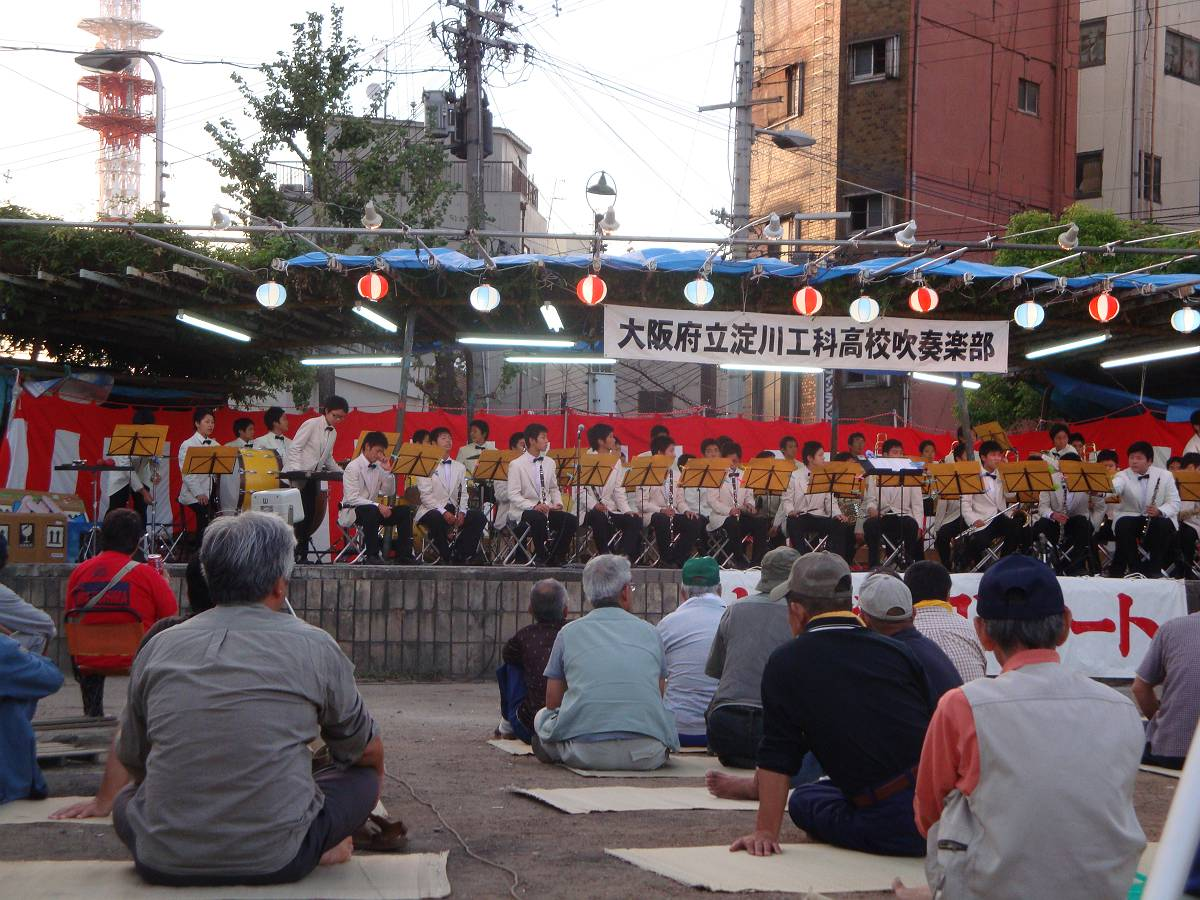
Twilight Concert
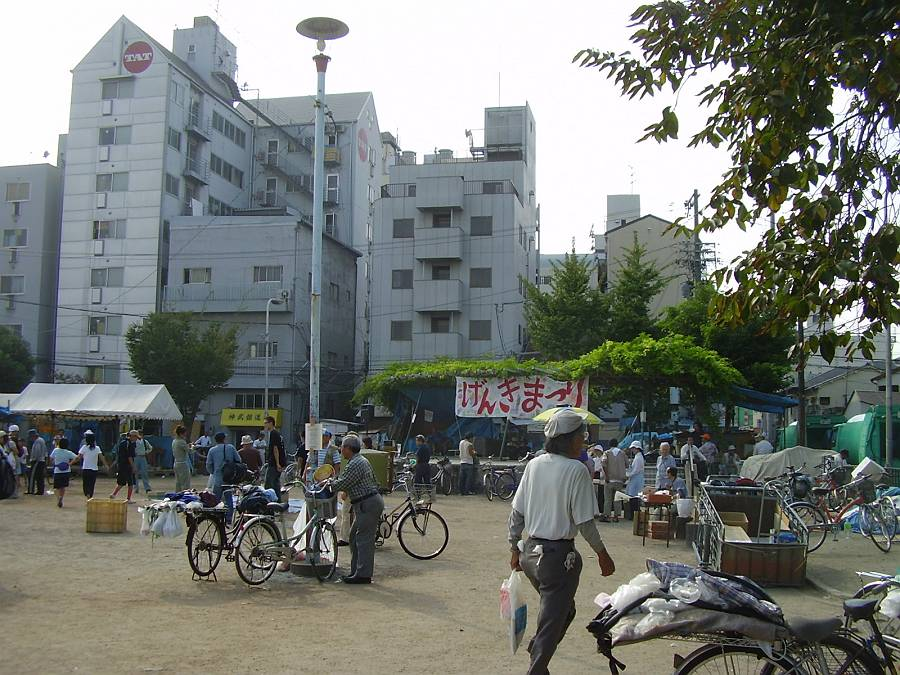
Energy Festival
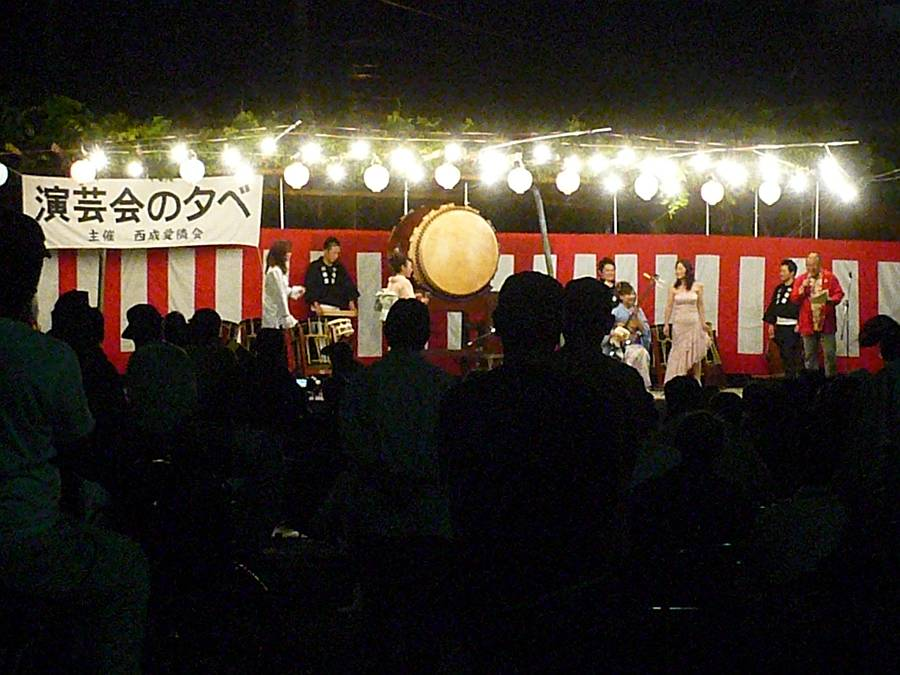
Evening Variety Show
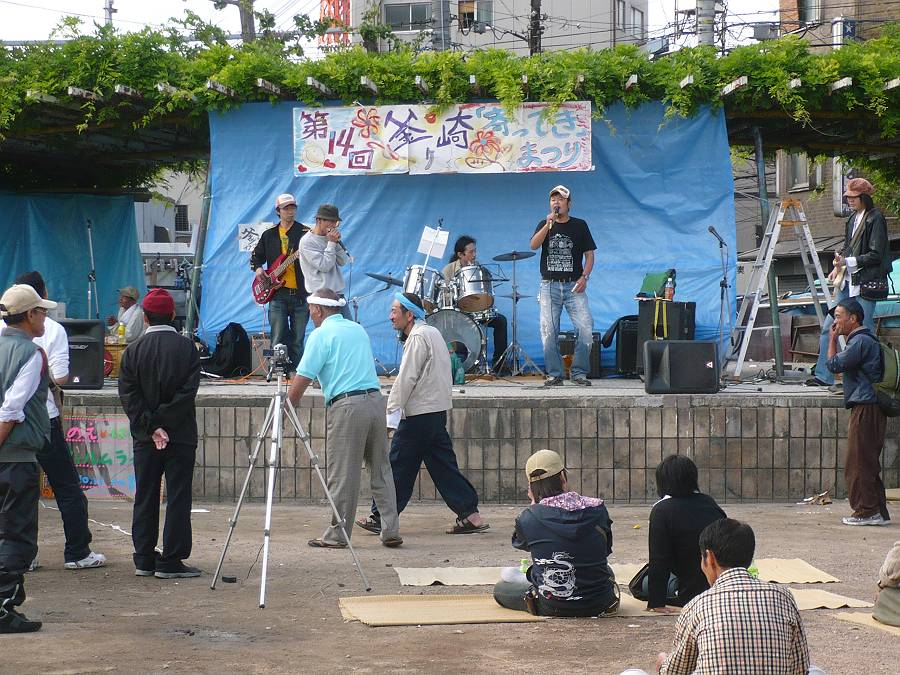
Come Here Festival